# Камень (Луківський повіт)
Камень (пол. Kamień) — село в Польщі, у гміні Воля-Мисловська Луківського повіту Люблінського воєводства.
Населення — 171 особа (2011).
У 1975-1998 роках село належало до Седлецького воєводства.

## Демографія
Демографічна структура станом на 31 березня 2011 року:
|          | Загалом | Допрацездатний вік | Працездатний вік | Постпрацездатний вік |
| -------- | ------- | ------------------ | ---------------- | -------------------- |
| Чоловіки | 92      | 25                 | 56               | 11                   |
| Жінки    | 79      | 18                 | 43               | 18                   |
| Разом    | 171     | 43                 | 99               | 29                   |